# Wormerland
Wormerland este o comună în provincia Olanda de Nord, Țările de Jos. 

## Centrele de populație
Municipalitatea Wormerland este formată din următoarele orașe, orașe, sate și/sau districte:
- Jisp,
- Neck,
- Oostknollendam,
- Spijkerboor,
- Wijdewormer,
- Wormer.

Se învecinează cu municipalitățile:
- Beemster
- Graft-De Rijp
- Zaanstad
- Oostzaan
- Landsmeer
- Purmerend

## Administrația locală
Consiliul municipal din Wormerland este format din 17 locuri, care sunt împărțite după cum urmează:
- PvdA - 4 - 25,21% - 1842 voturi
- GroenLinks - 4 - 19,86% - 1451 voturi
- Liberaal WL - 3 - 21,09% - 1541 voturi
- VVD - 3 - 17,13% - 1252 voturi
- CDA - 3 - 16,71% - 1221 voturi

## Facilități sportive
Cluburi de fotbal:
- WSV'30 (Wormer Sport Vereniging 1930) - Wormer
- VV Jisp - Jisp
- VV Knollendam - Oostknollendam
- DZS (De Zilveren Schapen) - Neck/Wijdewormer
- PSCK (Parochiële Sport Club Kalf) - Kalf (situat în Wijdewormer)
- ZCFC (clubul de fotbal Zaandamse Christelijke) - Zaandam (situat în Wijdewormer)

## Oameni de seamă

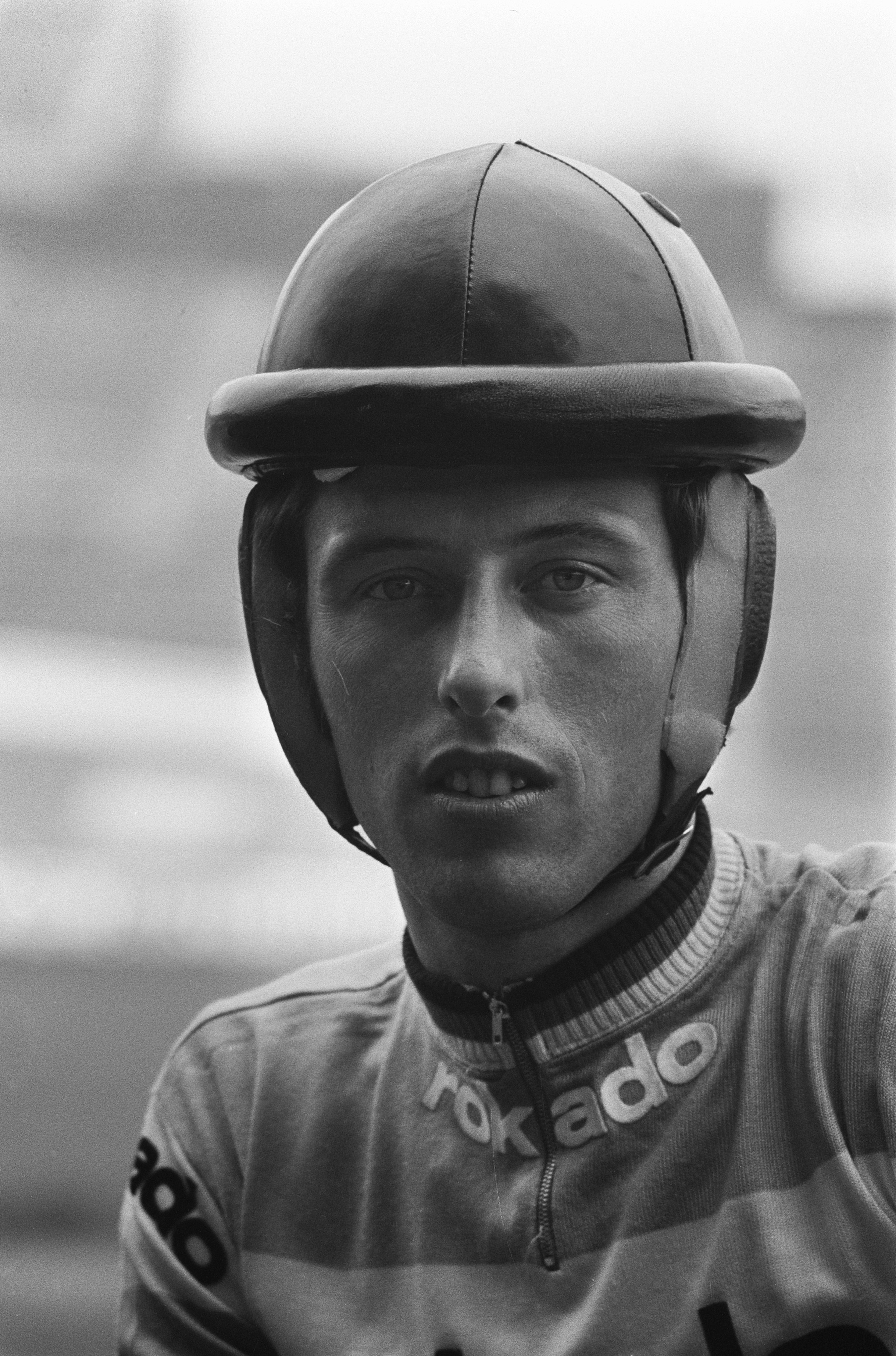
Piet de Wit, 1973

- Tyman Arentsz. Cracht (ca.1590/1600 – 1646) pictor specializat în peisaje și picturi istorice
- Ewald Kooiman (1938–2009) organist și profesor de limbi romanice
- Martin Bosma (născut în 1964) politician și fost jurnalist

### Sport
- Luptător (wrestler) Klaas de Groot (1919–1994), a concurat la Jocurile Olimpice de vară din 1948
- Cees Gravesteijn (născut în 1928) sprint canoe, a concurat la Jocurile Olimpice de vară din 1948
- Dick Wayboer (născut în 1936), marinar, a concurat la Jocurile Olimpice de vară din 1964
- Piet de Wit (născut în 1946) fost ciclist profesionist și fost proprietar local de magazin de biciclete
- Arend Bloem (născut în 1947) sprint canoe, a concurat la Jocurile Olimpice de vară din 1976
- Pieter Jan Leeuwerink (1962–2004) jucător de volei, a concurat la Jocurile Olimpice de vară din 1988

## Galerie

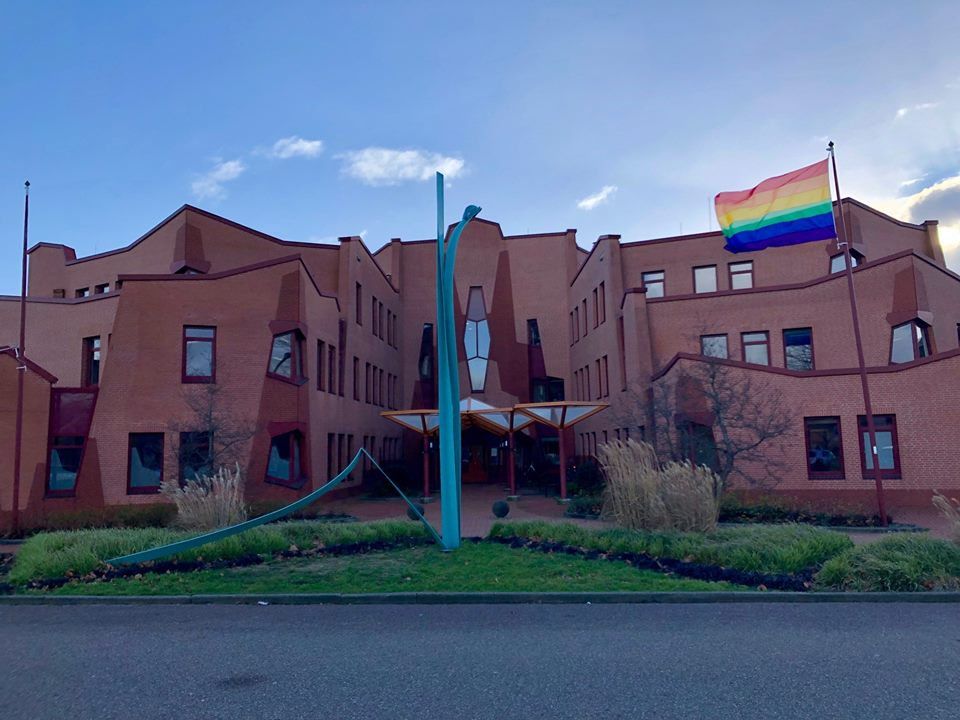
Primăria Wormerland
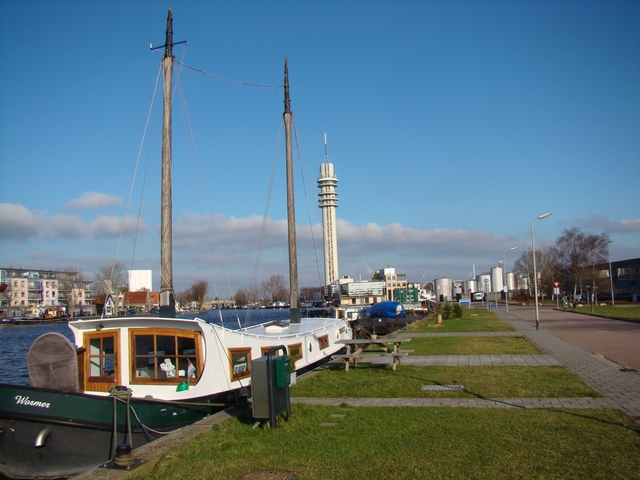
Wormer
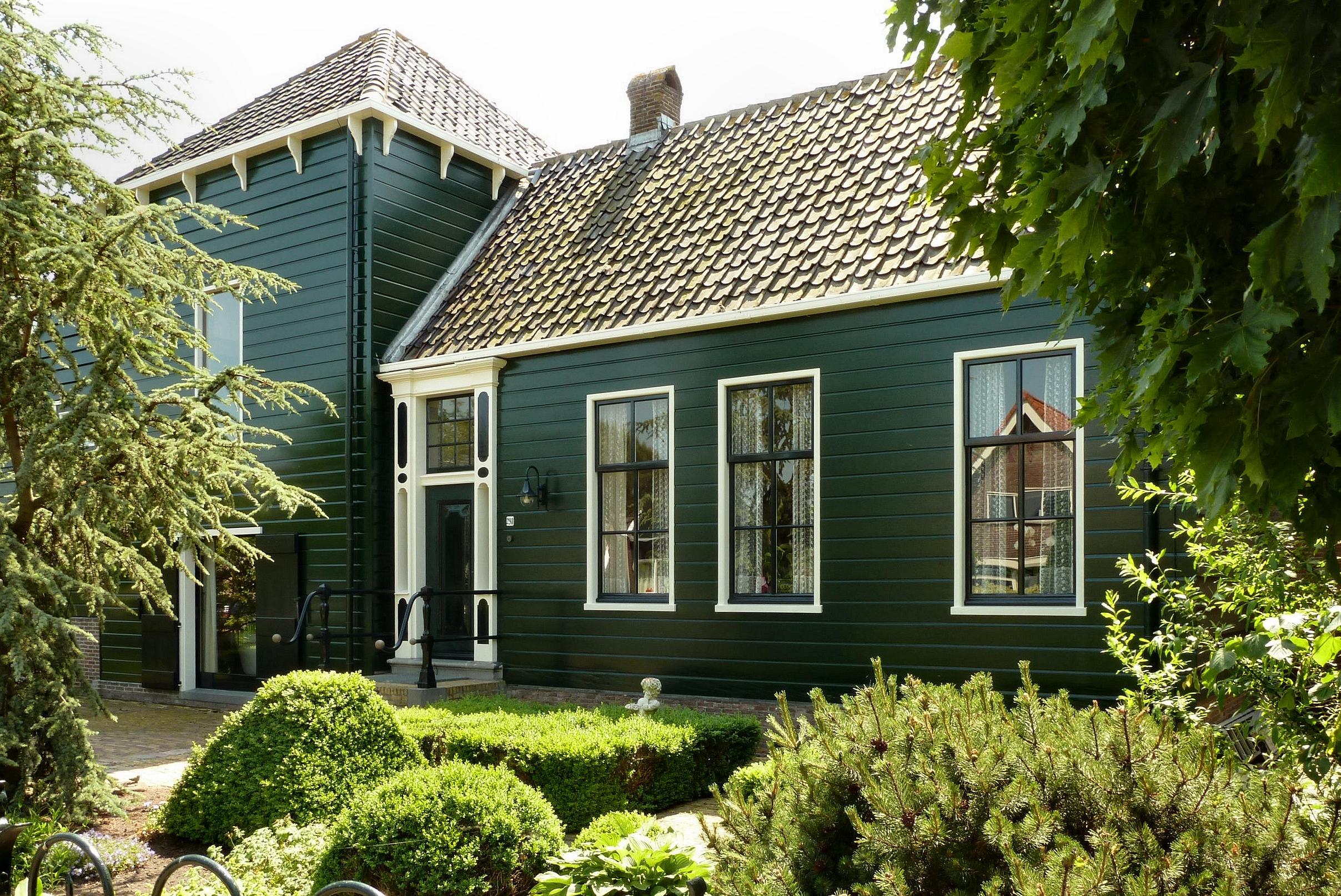
Wormer-Dorpstraat 298 (casă din Wormer)
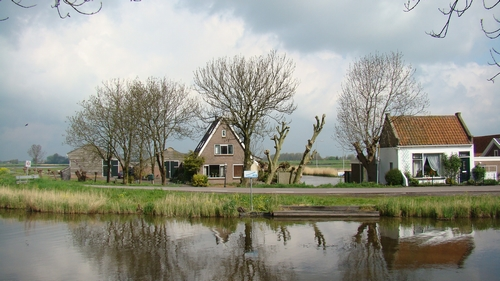
Neck, dorp in de gemeente Wormerland (peisaj din Wormerland)